# Primera División Uruguaya 1908
Il campionato era formato da dieci squadre e il River Plate vinse il titolo.

## Classifica finale
| Pos. | Squadra              | G  | V  | N | P  | GF | GS | Punti |
| ---- | -------------------- | -- | -- | - | -- | -- | -- | ----- |
| 1    | River Plate (M)      | 18 | 15 | 1 | 2  | 42 | 13 | 31    |
| 2    | Montevideo Wanderers | 18 | 12 | 0 | 6  | 38 | 12 | 24    |
| 3    | Nacional             | 17 | 11 | 2 | 4  | 34 | 16 | 24    |
| 4    | Dublín               | 18 | 11 | 2 | 5  | 32 | 13 | 24    |
| 5    | Bristol              | 18 | 8  | 1 | 9  | 33 | 25 | 17    |
| 6    | Albion               | 18 | 7  | 3 | 8  | 18 | 36 | 17    |
| 7    | CURCC                | 17 | 7  | 2 | 8  | 20 | 6  | 16    |
| 8    | CA Montevideo        | 18 | 8  | 0 | 10 | 17 | 37 | 16    |
| 9    | French               | 18 | 4  | 1 | 13 | 20 | 59 | 9     |
| 10   | Intrépido            | 18 | 0  | 0 | 18 | 5  | 42 | 0     |

G = Partite giocate; V = Vittorie; N = Nulle/Pareggi; P = Perse; GF = Goal fatti; GS = Goal subiti; 

## Classifica marcatori
| Gol |  |  | Giocatore       | Squadra  |
| --- |  |  | --------------- | -------- |
| 10  |  |  | Alberto Cantury | Nacional |